# Quận Madison, Indiana
Quận Madison là một quận thuộc tiểu bang Indiana, Hoa Kỳ.
Quận này được đặt tên theo. Theo điều tra dân số của Cục điều tra dân số Hoa Kỳ năm 2000, quận có dân số 133.358 người. Quận lỵ đóng ở Anderson6.

## Địa lý
Theo Cục điều tra dân số Hoa Kỳ, quận có diện tích km2, trong đó có 1,6 km2 hay 0,17 là diện tích mặt nước.

### Các xa lộ chính
- Indiana State Road 9
- Indiana State Road 13
- Indiana State Road 28
- Indiana State Road 32
- Indiana State Road 37
- Indiana State Road 67
- Indiana State Road 38
- Indiana State Road 109
- Indiana State Road 128
- Indiana State Road 132
- Indiana State Road 232
- Indiana State Road 236

### Quận giáp ranh
- Quận Grant (bắc)
- Quận Delaware (đông)
- Quận Henry (đông nam)
- Quận Hancock (nam)
- Quận Hamilton (tây)
- Quận Tipton (tây bắc)